# Museo archeologico regionale di Plovdiv

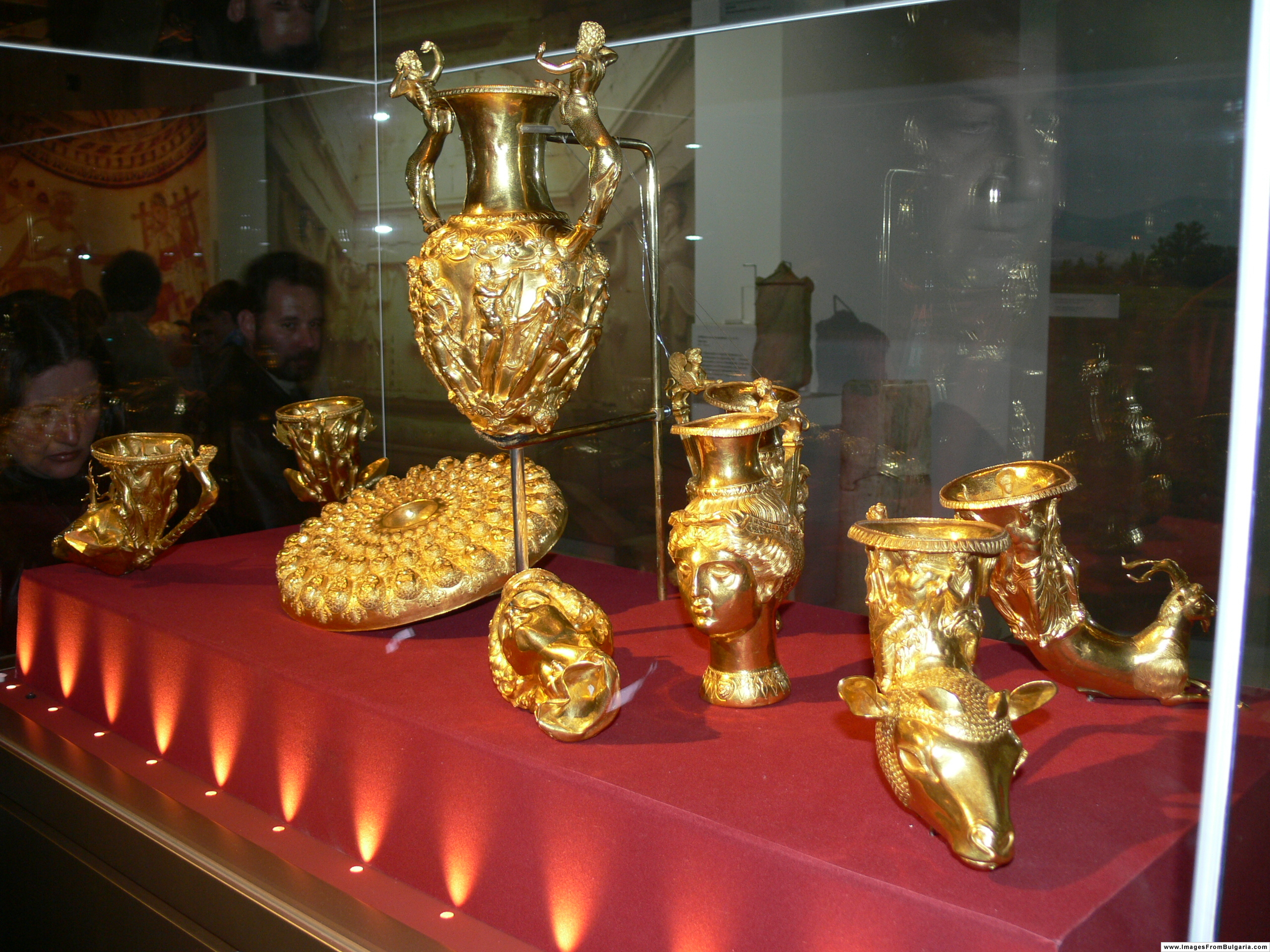
Il tesoro trace

Il Museo archeologico regionale  di Plovdiv è una delle prime istituzioni culturali bulgare, inaugurato nel 1882.
Possiede una delle più ricche collezioni di 100000 reperti del patrimonio culturale di Plovdiv e del suo territorio.
Il museo custodisce uno dei tesori traci di maggior rilievo e importanza della Bulgaria. Composto da oggetti in oro che appartenevano a un sovrano trace sconosciuto della tribù Odrisi che regnava alla fine del IV secolo e l'inizio del III secolo a.C., prodotto a Lampsaco città dell'Asia Minore, è composto da un set di nove oggetti d'oro per riti cerimoniali con un peso complessivo di 6,164 kg. Il set comprende una phiale (un piatto) e otto rhyta (contenitori) di forme diverse: zoomorfe (a testa di cervo e ariete) e antropomorfe (a testa di amazzone). Il tesoro è stato rinvenuto nel 1949 in una tomba trace vicino alla città di Panagyurishte in provincia di Plovdiv.
Inoltre il museo espone una ricca e variegata collezione di antiche opere d'arte greca, romana e bizantina.
La Collezione d'arte antica greca è costituita da ceramiche a figure nere e a figure rosse, rinvenute durante gli scavi nelle numerose tombe trace scoperte sul territorio, nonché di oggetti d'argento (kanthari, phialai e skyphoi) decorati con figure dorate e raffiguranti scene mitologiche. La collezione comprende anche diversi oggetti d'oro fra cui numerosi monili (gioielli) e accessori d'abbigliamento femminili.
La sezione dedicata all'arte romana include più di 1000 reperti provenienti da Filippopoli e dalle varie regioni della Tracia: oltre 200 statuette di bronzo di idoli, più di 100 ornamenti di bronzo di carri, mobili, vasi di bronzo vari, teste-ritratto in marmo, alcuni facenti parte di statue di personaggi della vita reale della città che decoravano l'anfiteatro e i grandi edifici di uso religioso o civile del I - IV sec., torsi di idoli adorati, lapidi, sarcofagi ed epitaffi provenienti dalle necropoli della città, fregi-architrave riccamente decorati, colonne e capitelli antichi dello stadio romano di Filippopoli, pilastri, mosaici e diversi oggetti in terracotta.